# Kanton Fontaine-Sassenage
Der Kanton Fontaine-Sassenage war bis 2015 ein französischer Wahlkreis im Arrondissement Grenoble, im Département Isère und in der Region Rhône-Alpes. Hauptort war Fontaine. Vertreter im conseil général des Départements war zuletzt von 1998 bis 2015 Alain Chaplais (PS).

## Gemeinden
Der Kanton umfasste die Wahlberechtigten aus vier Gemeinden:
| Gemeinde       | Einwohner Jahr | Fläche km² | Bevölkerungsdichte | Code INSEE | Postleitzahl |
| -------------- | -------------- | ---------- | ------------------ | ---------- | ------------ |
| Fontaine       | 22.066 (2013)  | –          | – Einw./km²        | 38169      | 38600        |
| Noyarey        | 2269 (2013)    | 16,86      | 135 Einw./km²      | 38281      | 38360        |
| Sassenage      | 11.705 (2013)  | 13,31      | 879 Einw./km²      | 38474      | 38360        |
| Veurey-Voroize | 1417 (2013)    | 12,21      | 116 Einw./km²      | 38540      | 38113        |

Nur ein Teil der Stadt Fontaine gehörte zum Kanton Fontaine-Sassenage, der andere Teil war dem Kanton Fontaine-Seyssinet zugeordnet.